# Грич, Александр Романович
Александр Грич (настоящая фамилия Гуревич; 13 декабря 1944, Баку — 30 октября 2023, Лос-Анджелес) — русский советский и американский поэт, прозаик, публицист, телеведущий, продюсер, переводчик художественной литературы. Автор многих книг, теле и радиопередач, документальных фильмов, десятков публикаций в периодической печати России, Азербайджана, США.

## Биография
Родился 13 декабря 1944 года в городе Баку. Отец — Роман Давидович Гуревич (1903—1962), военный врач, полковник Советской армии, во время Великой Отечественной войны — начальник УМЭП-100 (всех военных госпиталей Азербайджана). Награждён орденами Ленина, Красного знамени, двумя орденами Красной звезды, многими медалями. Мать — Людмила Вячеславовна Иванова (1906—1988), начальник Технического управления Министерства нефтепереработки и нефтехимии Азербайджанской ССР, заслуженный инженер республики, кавалер орденов Ленина, Трудового Красного знамени, многих медалей, автор ряда книг по истории отрасли.
Семья с начала XX века жила в Баку в первом в городе готическом здании, (дом Меликова), построенном в 1897 году архитектором Иозефом Гославским. Об этом — стихи Александра Грича «Дом». Учился в школе № 6, в 1-м Чкаловском переулке. Школу называли «спортивной», она считается одной из лучших школ города. После окончания поступил в Азербайджанский государственный университет нефти и промышленности (в то время — АзИНефтехим), который и окончил в 1967 году по специальности инженер химик-технолог.
Занимался спортом. Был чемпионом республики по академической гребле. Кандидат в мастера спорта. Работал в научно-исследовательском институте, на судоремонтном заводе (1968—1972), затем стал корреспондентом республиканской газеты «Вышка», а с 1976 года до отъезда в Лос-Анджелес в 1992 году заведовал отделом в журнале «Литературный Азербайджан» — органе Союза Писателей Азербайджана. Уже более двадцати пяти лет, живя в Калифорнии, является членом редколлегии этого журнала.
Печататься начал рано. Когда учился в 9 классе в республиканской молодёжной газете были опубликованы его переводы из Роберта Бернса и Перси Биши Шелли. Учась в институте, публиковал стихи в периодике. В Москве познакомился с Борисом Слуцким, который одобрил его стихи. А.Грич в дальнейшем не раз встречался с ним и на годы сохранил добрые отношения с Мастером. С начала 70-х годов стал заниматься переводами из азербайджанской поэзии. На первую книгу стихов А.Грича «Такие дела» откликнулся рецензией в «Бакинском рабочем» народный поэт Расул Рза.
Александр Грич внёс заметный вклад в переводы азербайджанской литературы на русский язык. Он многие годы плодотворно переводил произведения классиков и современников — Гусейна Джавида, народных поэтов Расула Рза, Сулеймана Рустама, Бахтияра Вагабзаде,, Фикрета Годжа,, народных писателей Сулеймана Рагимова, Сабира Ахмедова, Мовлуда Сулейманлы.
Книги Александра Грича и его переводы из азербайджанской литературы публиковались в издательствах Москвы, Баку, Лос-Анджелеса, Канады («Советский писатель», «Художественная литература», «Эксмо», «Язычы», «Гянджлик», «Автограф», «Неформат», «Азернешр»).
Значительное внимание уделял Грич работе на телевидении. Большую популярность завоевал посвящённый азербайджанской литературе и её международным связям телеальманах «Баяты» (совместно с Интигамом Гасымзаде). Он выходил в эфир в течение двенадцати лет (1980—1992) дважды в месяц на Азербайджанском ТВ. Отдельные выпуски демонстрировались на Втором канале Центрального телевидения. Все эти годы передача имела самую широкую аудиторию.
А. Грич — автор текстов к ряду песен, которые исполнял народный артист Азербайджана Мубариз Тагиев.
В первые годы достижения Азербайджаном независимости по инициативе А.Грича был создан авторский коллектив, которым разработано и опубликовано пособие «Деловой азербайджанский язык» в двух книгах (главный консультант и автор предисловия — доктор филологических наук, профессор, народный писатель Камал Абдуллаев), а также первый в истории лингафонный курс азербайджанского языка (научный руководитель — доктор филологических наук, профессор Вагиф Асланов, автор предисловия — академик, народный писатель Мирза Ибрагимов). Курс был немедленно внедрен в жизнь — по нему в начале 1990-х годов велось изучение азербайджанского языка на ряде промышленных предприятий Баку, где были созданы специальные лингафонные кабинеты.
Отдельная важная страница творчества Александра Грича — идея, продюсирование и создание совместно с азербайджанскими документалистами пятисерийного телесериала «Неофициальный портрет президента», посвящённого выдающемуся политику, национальному лидеру Азербайджана Г. А. Алиеву. Этот сериал, (совместное производство Hollywood Media International, Los Angeles и студии Skype, Баку), вышедший в эфир в канун 75-летнего юбилея Гейдара Алиева в 1998 году, был удостоен высокой оценки Президента. Через годы Александр Грич создал (совместно с Азербайджанским ТВ) ещё одну документальную ленту «Жизнь, судьба, эпоха» (2004), завершающую линию сериала.
В 1997 году Александр Грич был приглашен сопровождать Президента Азербайджана в его официальных визитах в США (27 июля — 6 августа) и в Италию. В одном из выступлений президента Г. А. Алиева в США, он отметил, что Александр Грич «… имеет заслуги в области культуры в Азербайджане, хорошо знает наш родной язык, нашу литературу. Недавно он приезжал в Баку, встречался со мной. Я привез его сюда в составе делегации».
С 1992 года Грич живёт в Лос-Анджелесе. Работал в еженедельнике «Панорама» (1993—1996), был главным редактором газеты «Контакт», руководителем телевидения «Радуга»(2000—2002), соиздателем иллюстрированного еженедельника «Факт» (2003—2006). Много лет вёл на русском ТВ популярные передачи «Факты и комментарии», «Рядом с нами».
В 2007—2019 являлся первым вице-президентом и СЕО корпорации Media Analysis Foundation и Всеамериканского Культурного Фонда Б. Окуджавы. Премий этого Фонда удостоены, в частности, М.Шемякин, А. Городницкий, Е. Евтушенко, Б. Ахмадулина, А. Гладилин, Э. Неизвестный, Д. Шиндарев.
Организовал и проводил в Калифорнии творческие встречи с писателем Анатолием Гладилиным, актёром Олегом Видовым, публицистом и издателем Александром Половцем, народным артистом России Евгением Лазаревым, телеведущим Владимиром Познером, бардом Тимуром Шаовым, композитором Григорием Гладковым, кинооператором Михаилом Сусловым и другими живущими в США и в России деятелями культуры. С большим успехом прошли в Лос-Анджелесе вечера, посвящённые памяти Булата Окуджавы и Савелия Крамарова.
Александр Грич — автор и продюсер интернет-видеожурнала «Далекое-близкое», посвящённого российско-американским культурным связям.

## Семья
Первая жена (1965—1980) — Инна Иосифовна Гуревич (в девичестве Дворкина, 1946—1980), журналист. 
Сын Роман 1967 г. р. — политтехнолог, предприниматель, владелец PR агентства. Живёт в Иерусалиме. Работает со многими выдающимися общественными деятелями Израиля. Автор книги рассказов и эссе «Подробности жизни» (2005 г.) Регулярно публикуется в периодике Израиля, России, Азербайджана. Почётный посол Еврейского Агентства Израиля в Азербайджане. Жена — Арина Гуревич (1985 г. р.), экономист.
Внучки — Алиса (2008) и Инна (2014).
Вторая жена (1954) — Людмила Яковлевна Гуревич (в девичестве — Власенко), бизнесмен, прозаик, критик, автор ряда публикаций в Баку и Лос-Анджелесе. Рассказы её переводились на азербайджанский и армянский языки. Хобби — дизайн ювелирных изделий.
Дочь Лала Тагиева — 1976 (от первого брака нынешней супруги) — практикующий психотерапевт. Живёт в Лос-Анджелесе. Хобби — художник. Муж — Юрий Орлов (1975 г. р.) — юрист. Руководит отделом в головном офисе национальной кампании, имеющей многие сотни предприятий во всех штатах США. Внучка Надия (2006).
Сын Джек 1987 г.р. — бизнесмен, руководитель проекта в калифорнийской корпорации (Лос-Анджелес)
Брат — Гуревич Вячеслав Романович (1936—2002) — доктор наук, профессор, в последние годы жизни — технический директор фирмы «Каталитика» в Силиконовой Долине. Жена — Ирина Хасина (1937 г. р.) — инженер-машиностроитель.
Племянник — Гуревич Сергей Вячеславович (1960) — долгие годы был сотрудником крупнейшей международной корпорации UOP LLC (Universal Oil Products) в Чикаго, объездил по служебным командировкам 34 страны мира, имеет 5 международных патентов. С 2013 года работает в литературе. Автор книг «Между Явью и Навью» (2016), «Русский Сан-Франциско»(2018). Живёт в Сан-Матеo.

## Документальные фильмы и интернетные видеожурналы
- «Неофициальный портрет президента» Лос-Анджелес — Баку, 5 серий 1998
- «Жизнь, судьба, эпоха» Лос-Анджелес — Баку 2004
- «ДАЛЕКОЕ-БЛИЗКОЕ» — интернетный видеожурнал, посвящённый российско-американским культурным связям. 2016—2019:

1. «Дом в каменном каньоне» — заметки о жизни и творчестве Александра Половца.
2. «Как создавалась «Панорама». Сергей Довлатов, Булат Окуджава, Игорь Губерман
3. «Народный артист». Савелий Крамаров — в жизни и на экране
4. «Спасая жизнь поэта». К истории операции на сердце Б.Окуджавы в Лос-Анджелесе
5. «Я не снег, не звезда…».Памяти Евг. Евтушенко.
6. «Страницы сотрудничества» — говорят Е.Сидоров, М.Козаков, Г.Владимов, Б.Сичкин.
7. «Профессия: кинооператор». Штрихи к портрету Михаила Суслова
8. «Книга была Богом». Интервью с Анатолием Гладилиным
9. «Наши гости». Бард и композитор Григорий Гладков
10. «Мгновения из жизни актёра». Воспоминания о народном артисте Евгении Лазареве
11. «Музыкант играл на скрипке…» Встреча с 95-летним виртуозом Дан. Шиндаревым.
12. Фестиваль калифорнийских бардов VRAG RECORDS.
13. «Голоса из прошлого»(отрывки из неопубликованного интервью Юлиана Семенова).
14. «Переводчик Сталина» (из бесед Валентина Бережкова с Александром Половцем)
15. «Всё будет обалденно!» (разговор с Тимуром Шаовым и его песни).
16. «Подводя итоги». Поздравления зрителям от наших авторов, детей и внуков.

## Песни
- «Древний Атешгях». Музыка Джямиля Амирова
- «Музыка моей души». Музыка Илгама Абдуллаева

## Рецензии, интервью, публикации
- Расул Рза. «Надейся и верь» Рецензия на книгу А.Грича «Такие дела» «Бакинский рабочий», 1981 г.
- Шовкет Керамова «Творчество русских писателей Азербайджана 1960—1970» Баку, «Элм», 1985
- Зоя Мухина «Мощь памяти» Рецензия на книгу «Осенняя остановка» Нью-Йорк, «Время и мы», № 3, 2012
- Виталий Колмановский «Тепло и сердечно, как в Баку» Baku pages, июнь 2012. О презентациях книги «Осенняя остановка» в Калифорнии.
- Чингиз Садыхов. «Стихи и музыка». Выступление на творческом вечере А.Грича 17 февраля 2012 г., Mountain View, California
- Алона Бреннер «Благодарите судьбу, поэты…». Интервью на радио РЭКА, Израиль, август, 2013.
- «Осенняя остановка в Иерусалиме». О вечере-встрече с читателями Александра Грича и народного поэта Вагифа Самедоглу в Иерусалиме. «Бакинские страницы» Декабрь, 2013
- Александр Половец «Не хлебом единым» — разговор с А.Гричем, «Панорама», Лос-Анджелес, декабрь 2014
- Петр Люкимсон «Из города ветров» «Вестник Кавказа», декабрь 2014
- Марк Езерский «Эффект матрёшки» или как А.Грич придумал Хайяма Анакойхер» «Baku pages», март 2015
- Мария Перцова «Бакинцы в Калифорнии» «Литературный Азербайджан», 2015, № 11
- «Стихи — это как дыхание…» Беседа Александра Грича с народным поэтом Фикретом Годжа. «Мир литературы», октябрь, 2015
- Сиявуш Мамедзаде «Воспоминание: Александру Гричу» «Литературный Азербайджан» 2018, № 10
- Петр Люкимсон «Поэт тепла и солнца» MIG News, декабрь 2019
- «Три ипостаси Александра Грича» Беседа с А.Половцем «Литературный Азербайджан», № 12 , 2019
- Олег Мамедов. «Дом с каменными орнаментами» (на азербайджанском языке) Биографический очерк. «Азербайджан», № 12, 2019
- Марк Берколайко. «Вперед, на Азизбекова!» «Our Baku», ноябрь 2019
- Мария Ардулова «Не позволяй душе лениться» — интервью. «Панорама», Лос-Анджелес, декабрь 2019